# Stephen Dorril
Stephen Dorril (* 7. Juli 1955 in Worcestershire) ist ein britischer Publizist und Hochschullehrer. 

## Leben
Dorril wirkt als Senior Lecturer an der University of Huddersfield im nordenglischen Huddersfield. Er hält Vorlesungen zum Thema Print Journalism und ist Leiter der Abteilung für Musik-Journalismus und Film-Journalismus.
Seine Bücher beschäftigen sich häufig mit dem britischen Geheimdienst.

## Veröffentlichungen (Auswahl)
- Honeytrap, mit Anthony Summers, Coronet Books, 1989, ISBN 0340429739.
- Smear!: Wilson and the Secret State, HarperCollins, 1992, ISBN 0586217134.
- The silent conspiracy: inside the intelligence services in the 1990s, Heinemann, 1993, ISBN 0434201626.
- MI6: Fifty Years of Special Operations, Fourth Estate, 2000, ISBN 1857020936.
- MI6: Inside the World of Her Majesty's Secret Intelligence Service, Simon & Schuster, 2002, ISBN 0743203798.
- Blackshirt: Sir Oswald Mosley and British Fascism, Viking Press, 2006, ISBN 0670869996.